# Woodiphora dormanae
Woodiphora dormanae är en tvåvingeart som beskrevs av Ronald Henry Lambert Disney 1989. Woodiphora dormanae ingår i släktet Woodiphora och familjen puckelflugor. Inga underarter finns listade i Catalogue of Life.